# Nationaal park Vjosa
Nationaal park Vjosa (Albanees: Parku Kombëtar i Lumit të Egër Vjosa) is een nationaal park in Albanië dat werd opgericht op 15 maart 2023. Het park is 127,27 vierkante kilometer groot. In het park komen 1100 soorten dieren voor, waaronder de Balkanlynx en aasgier.
Doordat het gebied een beschermde status heeft, verhindert dat de afdamming van de Vjosë-rivier.